# Вустер

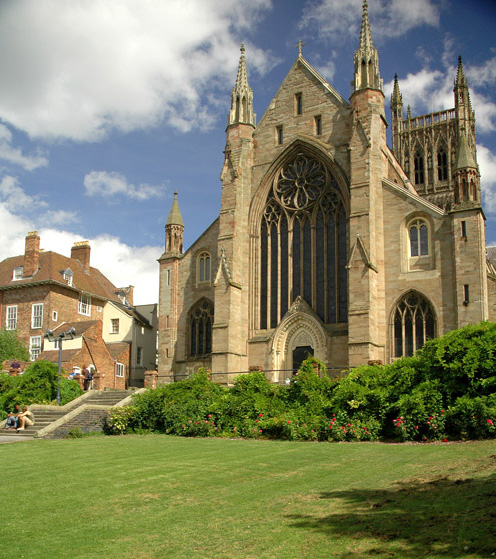
Вустерський собор

Ву́стер (англ. Worcester, МФА: [wʊstə]) — місто в Англії, виділений в окремий район зі статусом «сіті», у центрі церемоніального і неметропольного графства Вустершир.
У сучасних межах з 1974 року, після приєднання до міста Вустер двох цивільних парафій Варндон і Сент-Петер. Займає територію 33 км² і межує на сході з районом Вічейвон, на заході з районом Малверн Гіллс. На території міста проживають 93353 чоловік, при середній густоті населення 2805 осіб/км².
Вустером керує міська рада, що складається з 35 депутатів, обраних в 15 округах. У результаті виборів 2010 року 16 місць в раді займають консерватори.
На території міста розміщений Вустерський кафедральний собор споруджений у XIII–XIV століттях, центр англіканської єпархії Вустеру.
За назвою міста отримав назву вустерський соус. У XVIII сторіччі місто також славилось виробами з порцеляни, тут діє Музей вустерської порцеляни.

## Персоналії
- Еллен Вуд (1814—1887) — англійська письменниця.